# レタラー
レタラー（英: letterer）とは、米国のコミックブック制作チームの中でレタリングを担当する役をいう。レタラーは書体や文字サイズを選択し、カリグラフィーの技法を用い、文字組みを作ることで、そのコミックに必要な効果を作りだす。各話タイトルのほか特別なキャプションや作家クレジットなど、通常第1ページに載せられるデザイン的なレタリングはレタラーの作品である。吹き出し内のセリフや擬音語の描き文字を担当するのもレタラーである。また、出版社が出す複数のタイトルロゴを一人のレタラーがデザインすることも多い。

## 歴史

### 起源
米国のコミックブック産業は1940年代に成熟を迎えたが、そのころにはコミック出版社が必要とする制作作業の量は膨大の域に達しており、流れ作業化のため制作プロセスの役割分担を明確にすることが求められた。こうして生まれたのがライター（原作）、ペンシラー（原画/下絵）、レタラー、インカー（ペン入れ）、カラーリスト（彩色）である。1940年代の終わりには、コミック作家やスタジオ、あるいは出版社からレタリングの外注を受けるだけで生計を立てることができるようになり、フリーランスのレタラーという職業が成立した。1950年代にはギャスパー・サラディノ、サム・ローゼン、ベン・オダといったレタラーがおり、DCコミックス、マーベル・コミックのようなコミックブック出版社や、キング・フィーチャーズのようなシンジケート会社と契約して専業レタラーとしてのキャリアを築いていった。
レタラー兼ロゴデザイナーのアイラ・シュナップは30年近くにわたってDCコミックの顔だった。1940年に活動を始めたシュナップは、『アクション・コミックス』、『スーパーマン』、『ザ・フラッシュ』、『ジャスティス・リーグ・オブ・アメリカ』などの象徴的なタイトルロゴをデザインしたり、デザインの改良を行った。またDCの自社広告やプロモーションのレタリングを手掛け、それらに一目でわかる個性を与えた。そのほか、40年以上にわたってメジャー出版社のコミックブックに必ず表示されていたコミックス・コード認証シールをデザインしたのもシュナップだった。
1966年ごろから、古典的なアールデコ調のレタリングを行うシュナップに替わって、有機的で息づいているかのような作風のギャスパー・サラディノが登場し、DC社のスタイルをカウンターカルチャーの時代にふさわしい物へと変えた。サラディノは1970年代を通じてDC社の全タイトルで表紙のレタラーを務めたばかりか、ほぼ同時期にマーベルでも名を隠して扉ページのレタリングを行っていた。サラディノのレタリングは象徴的な存在となり、70年代と80年代に登場した多くの独立系コミック出版社（アトラス・コミックス、コンティニュイティ・コミックス、エクリプス・コミックスなど）は製品ライン全体のロゴデザインをサラディノに任せた。
1930年から1990年代まで、例外はあるが、レタラーはペンシラーが作成した原稿の上でレタリングを行っていた。インカーによるペン入れはレタラーの作業終了後に行われた。「コミックのシルバーエイジ」と呼ばれた1960年代、DCコミックスのペンシラーは「吹き出しと擬音の下描き」までを描くよう求められており、レタラーはそれをなぞった。熟練したレタラーはコミックの描き方のスタイルに合わせてレタリングを行うことができた。

### コンピュータによるレタリング
1980年代に普及したコンピュータ、特にApple製品がデスクトップ・パブリッシング革命の幕を開いてから、コミックのレタリングも徐々に影響を受け始めた。最初にコンピュータを用いてレタリングを行い始めた一人にライター兼アーティストのジョン・バーンがいる。バーンは既存のレタリングからフォントを生成していた（ついでながら、当初バーンはデイブ・ギボンズなどが作成したレタリングを無許可で使用していたが、現在では許可を得た上でジャック・モレリの書き文字をフォント化している）。ほかに早くからコンピュータでレタリングを行っていた人物にはデイヴィッド・コーディ・ワイスやロクサン・スターがいる。後者はボブ・バーデンの作品『フレーミング・キャロット・コミックス』のレタリングで実験的にコンピュータを使用した。
コンピュータ・レタリングの使用が本格化し始めたのは、1990年ごろにコミックブック専用フォント「ウィズバン (Whizbang）」（スタジオ・デダロス作）が発売されてからである。
1990年代の初め、レタラーのリチャード・スターキングスとパートナーのジョン・ロシェル（元の姓はゴーシェル）はコミックブック用フォントの作成を開始し、コミックラフト (en:Comicraft)社を設立した。現在まで同社はコミック用フォントの開発では大手である（ただしBlambotのような競合社も存在する)。
初期のコンピュータ・レタリングは従来の方式に合わせたもので、プリントアウトした文字を原画に貼りこんでいた。しかし数年のうちに、カラーリング作業がデスクトップ・パブリッシングに移行するのと軌を一にして、デジタルファイル上で直接レタリングとアートを統合する方法が取られるようになり、手間がかかる物理的な貼り付け作業は姿を消した。ワイルドストーム・コミックスはこの風潮を先取りしており、数年遅れてマーベルが続いた。DCは最後まで伝統的な制作方式を続けていたが、現在ではほぼすべてのレタリングをデジタルファイル上で行うようになった。
21世紀はじめの数年間、メインストリームのコミック出版社はレタリング業務をほぼ完全にデジタル化して自社で行うようになり、フリーランスのレタラーを事実上消滅させた。マーベルの社内レタリング素材はクリス・イリオパウロスが、DCではケン・ロペスがデザインを行った。その後趨勢は逆に傾き、ほとんどのコミック出版社は再び社内スタッフではなくフリーのレタラーに業務を委託するようになった。現在のレタラーはほとんどがコンピュータとコミックブック用のデジタルフォントで作業を行っている。

## 道具と方法

### 紙上でのレタリング
アナログ時代にコミックブックのレタラーが必要としていたのは、レタリングガイド、ペンまたは筆、墨汁、修正用のホワイト塗料くらいのものだった。場合によっては、原画の上に重ねたトレーシング用紙（ベラム紙）にレタリングが行われることもあった。

### ECコミック

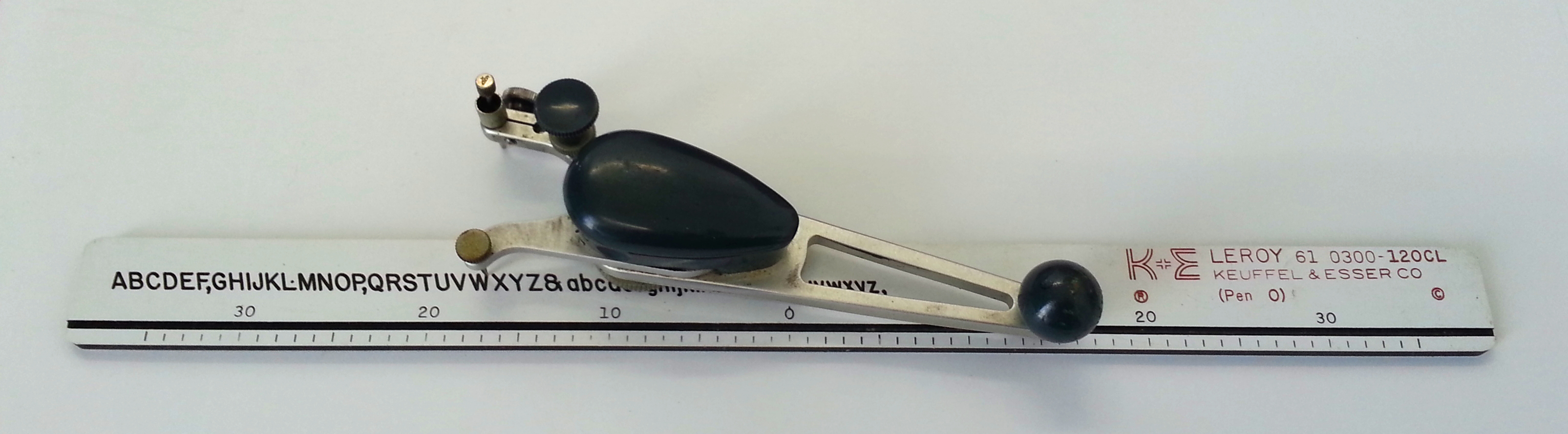
スクライバーとテンプレートからなるルロイ・レタリングセット（製図用レタリング器具の商標名）。

1945年ごろから1955年ごろまで扇情的なホラーコミックを出版していたECコミックのレタリングは独自性が強いもので、均質な文字の並びが無機質な印象を作り出し、同社が売り物とするコミックのスタイルを際立たせていた。EC社のレタラーはこの効果を作り出すため、製図家や建築家の間で一般的なルロイレタリングセット（商標名）を用いていた。ルロイはスクライバーと文字テンプレートを組み合わせたパンタグラフ方式の器具であった（en:Technical lettering参照）。

### コンピュータによるレタリング
現在、マーベルとDCのメジャー二社のコミックブックは、Adobe IllustratorやAdobe Photoshopのような画像編集ソフト上で、書き文字に似せたフォントを用いてレタリングされたものがほとんどである。コンピュータによるレタリングでは多くの作業工程を省くことが可能で、特にデジタル画像ファイルを直接加工することにより、手間のかかる物理的な貼り付け作業は完全に過去のものとなった。
現在でも原稿に直接レタリングすることを好むアーティストやインカーは存在する。理由の一つとしては、後からキャプションが置かれる場所には絵を描かなくてもいいので時間が節約できる。もう一つには、コミックは物語を伝えるものだが、文字のない絵だけの原稿は物語の半分でしかないためである。
ベテランのレタラーであるジョン・ワークマンのように、手書きとデジタルの合間で作業する者もいる。ワークマンは紙上での作業に加え、ワコムのペンタブレットを用いてデジタルの手書きレタリングも行っている。

## 賞
米国の主要な漫画賞であるアイズナー賞とハーベイ賞はどちらも「最優秀レタラー」部門を設けている（1975年で廃止されたシャザム賞にも同部門は存在した）。1993年のアイズナー賞レタラー部門創設以来、トッド・クラインは15回にわたって同賞を独占した。またクラインは1992年創設のハーベイ賞レタラー部門でも8回受賞している。クラインのほかにハーベイ賞レタラー部門を複数回受賞した中には、ケン・ブルゼナック、クリス・ウェア、ジョン・ワークマン、ダニエル・クロウズらがいる。

### 著名なレタラー
- Diana Albers
- ケン・ブルゼナック
- Janice Chiang
- John Costanza
- クリス・イリオパウロス
- Tom Frame
- トッド・クライン
- ケン・ロペス
- ジャック・モレリ
- Jim Novak
- Bill Oakley
- Ben Oda
- Tom Orzechowski
- Annie Parkhouse
- Bill Pearson
- Nate Piekos
- Joe Rosen
- Sam Rosen
- ギャスパー・サラディノ
- アイラ・シュナップ
- Artie Simek
- リチャード・スターキングス
- ジョン・ワークマン
- Bill Yoshida

### アーティスト兼レタラー
自作のレタリングを自ら行うことで知られる漫画家。
- ジム・アパロ（英語版）
- ジョン・バーン
- エディ・キャンベル（英語版）
- ダニエル・クロウズ
- デイブ・ギボンズ
- ジャン・ジロー（メビウス）
- ライアン・ヒューズ（英語版）
- ウォルト・ケリー
- フランク・ミラー
- スタン坂井
- デイブ・シム（英語版）
- タイ・テンプルトン（英語版）
- フランク・ソーン（英語版）
- クリス・ウェア

### 企業
コンピュータ・レタリングを請け負う会社。
- Artmonkeys
- Blambot
- Comicraft
- Studio Daedalus
- Cartoon-Balloons